# María de las Mercedes de Bavière
Titre
Princesse héritière de Géorgie
29 août 1946 – 11 septembre 1953
(7 ans et 13 jours)
María de las Mercedes de Bavière (en espagnol : María de las Mercedes de Baviera y Borbón), née le 3 octobre 1911 à Madrid et morte le 11 septembre 1953 dans la même ville, est le troisième enfant et la première fille du prince Ferdinand-Marie de Bavière et de l'infante Mare-Thérèse d'Espagne,. Bien que née princesse de Bavière, la proximité généalogique de sa famille avec la famille royale espagnole lui permet de porter le titre d'infante d'Espagne.

## Biographie
María de las Mercedes naît à Madrid en 1911, pendant le règne de son oncle maternel, Alphonse XIII,. Avant sa naissance, le roi a décrété que les enfants de ses sœurs aînées seraient infants et infantes d'Espagne. Ses parrain et marraine sont sa grand-mère, l'infante Paz, et son oncle paternel, le prince Adalbert de Bavière,,. La mère de María de las Mercedes meurt lorsque cette dernière n'a qu'un an, et son père se remarie en 1914 avec une des dames de compagnie de sa belle-mère, María Luisa de Silva y Fernández de Henestrosa (1870-1955). Ces derniers n'ont aucun enfant.
Après la proclamation de la Seconde République espagnole en 1931, María de las Mercedes et sa famille partent en exil en Allemagne. C'est durant cette époque qu'elle commence à écrire son livre intitulé Amour. De plus, l'infante sert comme infirmière militaire à Saragosse durant la guerre civile espagnole. María de las Mercedes appartient à l'ordre de Malte.
L'Infante María des Mercedes meurt à Madrid en 1953 des suites d'une maladie cardiaque. Elle est enterrée dans le monastère de Saint-Laurent-de-l'Escurial.

## Mariage et descendance
Le 29 août 1946, elle épouse à Saint-Sébastien le prince Irakli Bagration de Mukhrani (1909-1977), veuf depuis 1944 de sa seconde épouse. Le prince appartient à une ancienne famille qui a régné sur le royaume de Géorgie jusqu'à son annexion par l'Empire russe au XVIIIe siècle. Sa sœur Leonida (1914-2010) se marie peu de temps après avec le grand-duc Vladimir Kirillovitch de Russie (1917-1992).
Irakli et María des Mercedes résident dans l'hôtel particulier que possèdent les Bavière à Madrid. C'est dans cette ville que naissent leurs deux enfants :
- la princesse María de la Paz Victoria Tamara Elena Antonieta Bagration-Mukhranskaya (1947), mariée et avec descendance ;
- le prince Bragat Juan María Bragation-Mukhransky (1949-2017), marié et avec descendance.

## Distinctions honorifiques
- Dame de l'ordre de la Reine Marie-Louise (royaume d'Espagne)[10].
- Dame grand-collier de l'ordre de l'Aigle de Géorgie (maison de Bagration).
- Dame d'honneur de l'ordre souverain de Malte.